# USS S-51 (SS-162)
USS S-51 (SS-162) – amerykański okręt podwodny serii S-3 typu S, zbudowany w stoczni Lake Torpedo Boat Simona Lake'a w latach 1919-1921. S-51 został zwodowany 20 sierpnia 1921 roku, po czym 24 czerwca 1922 roku oficjalnie przyjęto go do służby w marynarce amerykańskiej. 25 września 1925 roku, okręt zatonął w pobliżu wyspy Block w stanie Rhode Island na skutek kolizji ze statkiem "City of Rome".